# خط أنابيب مأرب - رأس عيسى
خط أنابيب النفط مأرب - رأس عيسى (المعروف أيضاً باسم خط أنابيب مأرب) هو خط أنابيب النفط الرئيسي في القطاع 18 بمأرب اليمن. وهو يمتد من حقل صافر النفطي وصولاً إلى ميناء رأس عيسى على البحر الأحمر في مديرية الصليف، بالحديدة.
وقد أجريت دراسة جدوى للخط في عام 1985. بدأ البناء في سبتمبر عام 1986 وكلف خط الأنابيب في عام 1987. خرب خلال ثورة الشباب في عام 2011 وأغلق في أكتوبر 2011. اختتمت أعمال التصليح في 15 يوليو 2012.
يبلغ طول خط الأنابيب 438 كيلومتر (272 ميل) ويستخدم أنابيب بقطر 24 و36 بوصة (610 و910 مليمتر). لديه قدرة على استيعاب 200,000 برميل يومياً. يتم تشغيل خط الأنابيب من قبل شركة صافر للعمليات الاستكشافية والإنتاج.

## الموقع
يمتد الخط من حقل صافر النفطي ويمر بمناطق «العرقيين الحدباء الملح الحوي» في الدماشقة، ثم المنفرقة بآل شبوان، ثم العرق الحاني مروراً بمحافظة صنعاء  ووصولاً إلى ميناء رأس عيسى على البحر الأحمر في مديرية الصليف، بالحديدة.